# Locomotiva SB 109
Le locomotive SB gruppo 109  erano locomotive a vapore con tender, a due cilindri a semplice espansione e a vapore surriscaldato, di rodiggio 2-3-0, della Südbahn.

## Storia
Le locomotive erano state commissionate nel 1909 dal direttore di "trazione" della Südbahn, Eustace Prossy, allo scopo di sostituire le ormai datate locomotive 2'C della serie 32f nel traino dei treni passeggeri pesanti sulle linee di montagna. Il progetto venne elaborato da Ernst Prossy (figlio del direttore Eustace) e Hans Steffan progettisti di locomotive a vapore della importante fabbrica austriaca (StEG. Nella costruzione delle locomotive, fino al 1913 vennero coinvolte anche la Wiener Neustadt e la Floridsdorf. Le locomotive vennero poi assegnate agli impianti di Vienna, Innsbruck, Marburg e Trieste per il traino di treni viaggiatori importanti e a forte composizione.
In seguito ai risarcimenti conseguenti alla prima guerra mondiale 13 unità (ex SB 109) pervennero alle FS italiane, che le classificarono nel gruppo 653, altre 13 unità andarono assegnate alle ferrovie jugoslave divenendo JDŽ 03.001-013. La parte rimasta in Austria, 17 unità, divenne gruppo BBÖ 209.
Altre 13 unità Sb 109 vennero prodotte dalla fabbrica di locomotive MÁVAG di Budapest e dalla Floridsdorf tra 1913 e 1930 divenendo poi MÁV 302.601-610 e 302.501-504.

## Caratteristiche
La locomotiva 109 aveva il rodiggio 2-3-0, classico al suo tempo per le locomotive veloci per treni passeggeri. La caldaia, tarata a 13 bar, produceva vapore surriscaldato per il motore a due cilindri a semplice espansione. La distribuzione era a cassetto cilindrico con azionamento di tipo Walschaerts-Heusinger.